# مكون غذائي
مكوّن الغذائي (بالإنجليزية: food ingredient)‏ هي مواد غذائية بما في ذلك المضافات الغذائية، تستخدم في تصنيع أو تحضير الطعام وموجودة في المنتج النهائي على الرغم من أنها في صورة معدلة كيميائيًا في بعض الأحيان.

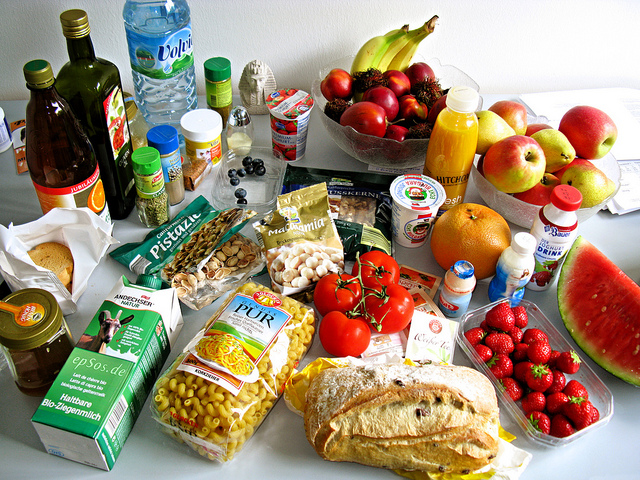
مكونات طهي غذائيَّة

## خَلفيَّة
هناك آلاف المكونات المستخدمة في صنع الأطعمة. تحتفظ إدارة الغذاء والدواء الأمريكيَّة (FDA) بقائمة تضم أكثر من 3000 مكون في قاعدة بياناتها ويستخدم الأشخاص الكثير منها في المنزل يوميًا (على سبيل المثال السكر، صودا الخبز، ملح الطعام، الفانيليا والخميرة والتوابل والملونات الغذائية).

## قائمة شائِعة
تتنوع المكونات الغذائيَّة وقد تَستمر بما يلي:
- لحوم
- مأكولات بحرية
- حبوب / البقوليات
- الفواكه
- السكريات
- الزيوت / مكسرات
- منتجات الألبان
- بهارات / الأعشاب
- أُخرى (غير ذَلك): تشمل أَصنافًا كبيرة ومتنوعـة:
  - حليب الصويا
  - البيض
  - خل (وغيرها والكثير)

## المَراجع
1. ↑  "What Are Food Ingredients?". Food Ingredient Facts (بالإنجليزية الأمريكية). Archived from the original on 2022-01-04. Retrieved 2022-07-22. {{استشهاد ويب}}: الوسيط غير المعروف |trans_title= تم تجاهله يقترح استخدام |عنوان مترجم= (help)
2. ↑  Nutrition, Center for Food Safety and Applied (20 Feb 2020). "Overview of Food Ingredients, Additives & Colors". FDA (بالإنجليزية). Archived from the original on 2022-07-10. {{استشهاد بدورية محكمة}}: الوسيط غير المعروف |trans_title= تم تجاهله يقترح استخدام |عنوان مترجم= (help)
3. ↑  مَذكور ضِمن "Recipes by Ingredients | List of Ingredients | Recipe Ingredients | Food Ingredients, Food glossary". NDTV Food (بالإنجليزية). Archived from the original on 2022-07-15. Retrieved 2022-07-22. {{استشهاد ويب}}: الوسيط غير المعروف |trans_title= تم تجاهله يقترح استخدام |عنوان مترجم= (help)